# Beata Choma
Beata Choma ist eine polnische Ballonsportlerin. 2017 wurde sie in Leszno FAI-Europameisterin der Frauen im Heißluftballonfahren.

## Sportliche Karriere
Im Alter von 16 Jahren begann Choma mit dem Segelfliegen beim Aero Club von Świdnica (Schweidnitz), gab aber diesen Sport ohne größere Erfolge auf. 1995 wurde ihr Interesse für den Ballonsport geweckt. Sie war zehn Jahre Beobachterin von internationalen Wettbewerben, sowohl auf dem Boden als auch im Ballon. 2004 begann sie ihre Ausbildung im Ballonfahren und erhielt 2005 ihre Lizenz als Pilotin. Bereits im folgenden Jahr gewann sie den regionalen Ballonwettbewerb von Kępno, 2009 den von Ełk, dazu kamen mehrere Podestplatzierungen in diesen Jahren. Sie gewann 2010 den FAI-Weltcup der Frauen, nachdem sie 2009 auf den zweiten Platz kam. Dieser hat jedoch nicht den Rang von Welt- und Europameisterschaften.
2017 konnte Choma in einem packenden Finale Agnė Simonavičiūtė aus Litauen auf den zweiten Platz verweisen und wurde vierte FAI-Europameisterin der Frauen, nachdem sie 2015 den vierten Platz erzielt hatte. Ihr Verein ist der Aeroklub Poznań, sie fährt einen Wettbewerbsballon in den polnischen Nationalfarben, der von einer Biermarke gesponsert wird, mit dem Kennzeichen SP-BEA.
Choma hat an der Maria-Curie-Skłodowska-Universität (UMCS) in Lublin studiert und ist Mutter von zwei Kindern.

## Erfolge

### Weltmeisterschaften
- 2. FAI Weltmeisterschaft der Frauen in Birštonas, Litauen, 2016 – 14. Platz
- 1. FAI Weltmeisterschaft der Frauen in Leszno, Polen, 2014 – 13. Platz
- 20. FAI Weltmeisterschaft in Battle Creek, USA, 2012 – 77. Platz

### Europameisterschaften
- 4. FAI Europameisterschaft der Frauen in Leszno, Polen, 2017 – Europameisterin
- 3. FAI Europameisterschaft der Frauen in Orveltermarke, Niederlande, 2015 – 4. Platz
- 2. FAI Europameisterschaft der Frauen in Frankenthal (Pfalz), Deutschland, 2012 – 12. Platz
- 1. FAI Europameisterschaft der Frauen in Alytus, Litauen, 2010 – 10. Platz

### Weltcup der Frauen

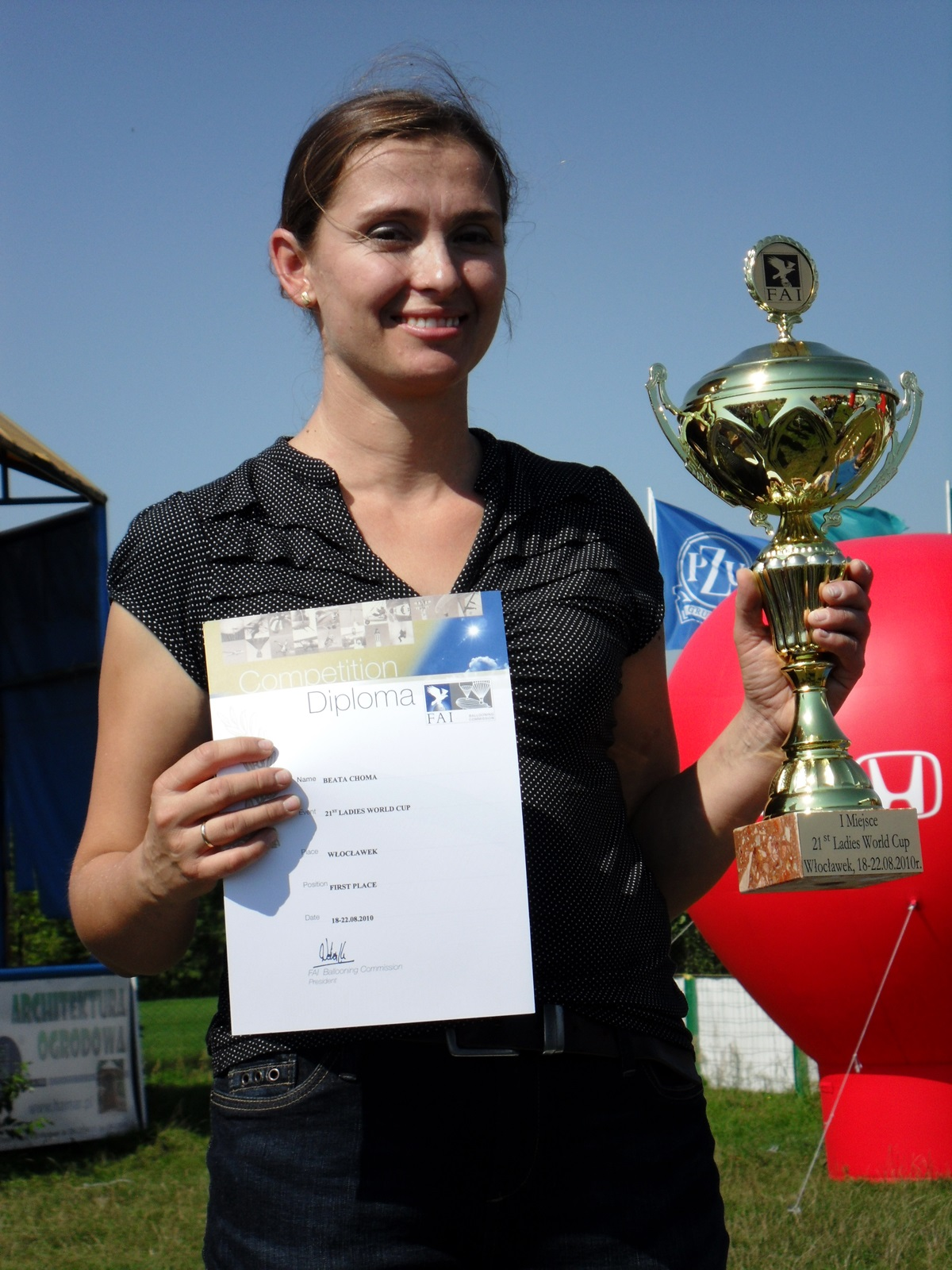
Beata Choma mit dem Weltcup der Frauen (2010)

- FAI-Weltcup in Włocławek, Polen, 2010 – 1. Platz
- FAI-Weltcup in Frankreich, 2009 – 2. Platz

### Landesmeisterschaften
- Landesmeisterschaft in Nałęczów, Polen, 2013 – Vizemeister
- Landesmeisterschaft in Leszno, Polen, 2012 – 8. Platz
- Landesmeisterschaft in Leszno, Polen, 2011 – 15. Platz
- Landesmeisterschaft in Włocławek, Polen, 2010 – 8. Platz
- Landesmeisterschaft der Frauen in Włocławek, Polen, 2011 – Landesmeisterin
- Landesmeisterschaft der Frauen in Białystok, Polen, 2010 – Landesmeisterin

- Landesmeisterschaft der Frauen in Możejki, Litauen, 2009 – 3. Platz